# Las aeroguapas
Las aeroguapas es una comedia hispano-italiana dirigida por Mario Costa y Eduardo Manzanos Brochero estrenada el año 1958. En Italia se estrenó con el título de Le belle dell'aria. B/N.

## Argumento
La trama se centra en una pareja formada por un profesor de autoescuela y una estudiante para azafata de vuelo. El leit motiv de la película son los celos que cada uno de los miembros de esta pareja siente debido a las circunstancias del trabajo del otro, y las situaciones que se crean en tales ocupaciones de constante relación con personas del otro sexo.